# Лёйе, Жан-Батист (Лондонский)
Жан-Бати́ст Лёйе́ (фр. Jean-Baptiste Lœillet, прозванный Лёйе Лондонским; также Джон Лойе англ. John Loeillet ; 18 ноября 1680, Гент, Бельгия — 19 июля 1730, Лондон) — британский  барочный композитор, клавесинист, флейтист и гобоист.

## Биография
На родине в Генте научился играть на гобое и современной флейте в оркестре при городском кафедральном соборе. Около 1705 года переехал в Лондон. Для того, чтобы избежать путаницы со своим двоюродным братом и тёзкой, стал именоваться «Лондонским», также известен под англофицированным именем «Джон Лойе». Служил гобоистом в театре на улице Друри-Лейн. Позднее стал первым гобоистом театра Её Величества. Первым познакомил англичан с современной, для того времени, флейтой. Вместе с тем преподавал клавесин. В 1712 году опубликовал сборник уроков для клавесина, а с 1722 по 1729 — несколько сборников сонат. 

### Путаница с Люли
Иногда Лёйе путают не только с его кузеном, но и с французским композитором итальянского происхождения Жаном Батистом Люлли (Giovanni-Baptista Lylli или Lulli), потому что в Англии Лёйе также писал свою фамилию как Luly или Lullie.

## Сочинения
Автор нескольких сочинений:
- 18 сонат для трёх инструментов (Лондон, 1722 и 1725)
- 12 сонат (6 для блокфлейты и 6 для современной флейты и бассо континуо; Лондон, 1729)
- Уроки для клавесина (Лондон, 1709—1715)
- Клавесинных сюит (1723)

## Память
Астероид (13011) Лёйе назван в честь него и его двоюродного брата-тёзки.